# Łożysko (botanika)
Łożysko (placenta) – miejsce wykształcenia się i rozwoju zalążków w zalążni słupka. Zalążki przymocowują się do niego za pomocą sznureczka (funiculus), przez który wnikają do zalążka wiązki przewodzące.
Łożysko może powstawać w miejscu zrośnięcia się brzegów lub powierzchni owocolistków synkarpicznych (brzeżnie – marginalnie) lub na wewnętrznej powierzchni owocolistków apokarpicznych (powierzchniowo – laminarnie).
W słupkowiu synkarpicznym łożyska dzielą się na:
- kątowe – kiedy łożyska wykształcają się w kątach komór zalążni;
- ścienne (parietalne) – kiedy łożyska występują na brzegach niepełnych przegród, powstających na skutek zaginania się brzegów owocolistków do środka zalążni;
- środkowe (centralne) – kiedy łożysko występuje w postaci centralnie położonej kolumny, bez kontaktu ze ścianą zalążni. Odmianą łożyska centralnego jest łożysko bazalne – wykształcające się u podstawy zalążni.